# Anders Nilsson (1810–1868)
Anders Fredrik Nilsson, född 9 oktober 1810 i Risinge socken, död 15 januari 1868 i Mästerby socken, var en svensk väckelsepredikant. Nilsson var far till prästen Johannes Neander.
Anders Nilsson son till soldaten och torparen Nils Nilsson Nezler. Han kom från ett fattigt hem, där han uppfostrades till sträng försakelse, arbetsamhet och fromhet, och redan tolv år gammal började han arbeta för sitt uppehälle. Han förlorade med tiden sin religiositet. 1836 övertog han det förfallna torpet Ladusjön i Vånga socken, Östergötland. Svårigheter och missräkningar vid skötseln av torpet ledde honom 1845 åter till religionen. Från påsken 1850, då hans första offentliga möte ägde rum i Hällestads socken, Östergötland, verkade han outtröttligt som resepredikant inom Östergötlands län. 1853 övergick han till baptismen men bröt redan efter några månader med denna riktning. Han antogs 1857 till Evangeliska fosterlandsstiftelsens kolportör och utsträckte därefter sina predikoresor över stora delar av landet. Han flyttade 1864 till Sjölunda i Vånga socken. Nilssons folkligt rättframma förkunnelse var av centralt kristen karaktär. Till det yttre var han mycket säregen. Han hade långt mittbenat hår och bar ständigt en fotsid hembygdsdräkt. Genom sin blida personlighet lyckades han undgå motstånd från det högkyrkliga prästerskapet, samtidigt som han var en stöttepelare inom den rosenianska väckelsen.